# هيلين دونالدسون
هيلين دونالدسون (بالإنجليزية: Helen Donaldson)‏ هي مغنية ومغنية أوبرا أسترالية، ولدت في 14 مارس 1968.

## وصلات خارجية
- هيلين دونالدسون على موقع IMDb (الإنجليزية)